# Die schöne Müllerin
Die schöne Müllerin (op. 25, D. 795), är en sångcykel av Franz Schubert till dikter av Wilhelm Müller. Det är den första sångcykel som fått stor spridning och den betraktas som Schuberts viktigaste.

## Sångerna
Sångerna är komponerade för piano och soloröst. Originaltonarterna är i tenor- eller sopranläge, men transponeringar för lägre röster är vanliga. Berättelserna handlar om en ung man, varför sångerna vanligtvis framförs av manliga sångare. Utmärkande för Schuberts sånger är att pianostämman är självständig och jämbördig med sångstämman och bär fram berättelsen i samma grad som texten. Hela sångscykeln tar ca 60–70 minuter att framföra.
Müllers dikter publicerades 1820 och Schubert komponerade det mesta mellan maj och september 1823, samtidigt som han skrev på sin opera Fierrabras. Schubert utelämnade en del av dikterna, till exempel prolog och epilog. När verket publicerades 1824 bar det titeln Die schöne Müllerin, ein Zyklus von Liedern, gedichtet von Wilhelm Müller (Den vackra mjölnerskan, en sångcykel till dikter av Wilhelm Müller). Müller skrev också texterna till Schuberts sångcykel Winterreise.
Die schöne Müllerin består av 20 sånger. Ungefär hälften är i en enkel strofisk form och rör sig i stämningslägen från glad optimism till förtvivlan och tragedi. I början vandrar en ung man lycklig på landsbygden. Han kommer till en bäck som han följer till en kvarn. Han blir förälskad i flickan som arbetar där och försöker imponera på henne, men med begränsat resultat. En konkurrent dyker upp i form av en jägare, klädd i grönt – samma färg som på det band som den unga mannen gett flickan. I sin förtvivlan blir han besatt av den gröna färgen. I slutet dränker sig mannen i bäcken och i den sista sången sjunger bäcken en vaggvisa.

## Sångtitlar och originaltonarter
1. "Das Wandern" (Bb-dur)
2. "Wohin?" (G-dur)
3. "Halt!" (C-dur)
4. "Danksagung an den Bach" (G-dur)
5. "Am Feierabend (a-moll)
6. "Der Neugierige" (H-dur)
7. "Ungeduld" (A-dur)
8. "Morgengruß" (C-dur)
9. "Des Müllers Blumen" (A-dur)
10. "Tränenregen" (A-dur)
11. "Mein!" (D-dur)
12. "Pause" (Bb-dur)
13. "Mit dem grünen Lautenband" (Bb-dur)
14. "Der Jäger" ("c-moll)
15. "Eifersucht und Stolz" (g-moll)
16. "Die liebe Farbe" ("h-moll)
17. "Die böse Farbe" (H-dur)
18. "Trockne Blumen" (e-moll)
19. "Der Müller und der Bach" (g-moll)
20. "Des Baches Wiegenlied" (E-dur)

## Utgåvor
Den första utgåvan av Anton Diabelli finns tillgänglig i faksimil med kommentarer av Walther Dürr publicerad 1966 av Bärenreiter. Den mest använda utgåvan på Edition Peters är utgiven av Max Friedlaender. En digital utgåva finns på Schubertline. Ett arrangemang för gitarr och sång är utgivet av Schott.